# 瓦尔弗鲁瓦库尔
瓦尔弗鲁瓦库尔（法語：Valfroicourt，法語發音：[valfʁwakuʁ] ⓘ）是法国大東部大區孚日省的一个市镇，属于讷沙托区。

## 地理
瓦尔弗鲁瓦库尔（48°11'52"N, 6°5'41"E）面积13.8 平方千米，位于法国大東部大區孚日省，该省份为法国东北部内陆省份，北起默兹省和默尔特-摩泽尔省，西接上马恩省，南至上索恩省和贝尔福地区省，东临上莱茵省和下莱茵省。
与瓦尔弗鲁瓦库尔接壤的市镇（或旧市镇、城区）包括：班维尔欧索勒、多马坦莱瓦卢瓦、埃莱、弗雷努瓦、朗库尔、勒蒙库尔、罗兹罗特、桑瓦卢瓦、莱瓦卢瓦。

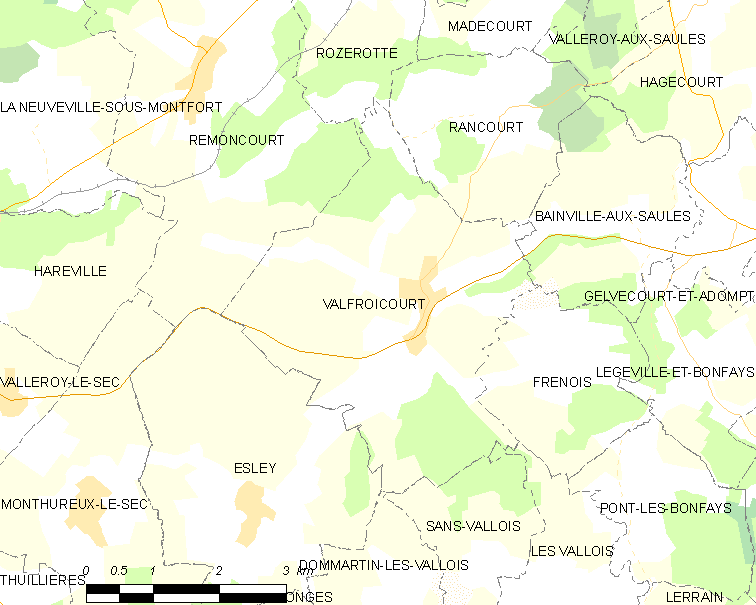
瓦尔弗鲁瓦库尔的OSM定位图

瓦尔弗鲁瓦库尔的时区为UTC+01:00、UTC+02:00（夏令时）。

## 行政
瓦尔弗鲁瓦库尔的邮政编码为88270，INSEE市镇编码为88488。

## 政治
瓦尔弗鲁瓦库尔所属的省级选区为维泰勒县。

## 人口

1962-2008年间瓦尔弗鲁瓦库尔人口变化图示

瓦尔弗鲁瓦库尔于2022年1月1日时的人口数量为229人。